# Ángel Vivas
Ángel Omar Vivas Perdomo (San Cristóbal, Táchira, Venezuela, 10 de octubre de 1956) es un militar en retiro con el rango de general de brigada del Ejército Bolivariano e ingeniero civil venezolano, conocido principalmente por oponerse abiertamente a la revolución bolivariana y la restructuración de la Fuerza Armada Nacional Bolivariana (FANB). Una orden de captura contra él se emitió durante las protestas en Venezuela de 2014, y durante las protestas de 2017 fue capturado por el SEBIN. Fue liberado el 1 de junio de 2018.

## Biografía
General Vivas está casado con Estrella de Vivas; tienen tres hijas

### Carrera militar
Se gradúa como subteniente de la Academia Militar de Venezuela el 7 de julio de 1978, y como ingeniero civil en 1988. Posteriormente realiza estudios de planificación y organización de transportes (“Planning and Transport Organization”) en Londres, Inglaterra. En 1998 la OEA lo designa comandante de la Misión Multinacional MARMINCA en Centroamérica, donde dirige las operaciones antiminas.
En el año 2002 culmina una Maestría en Gerencia de Empresas Mención Finanzas en la UNET, y en el año 2006 un Doctorado en “Business Administration in Finance” en la Tecana American University.
El general Vivas desempeñó los cargos de director de Finanzas del Ejército, y director de Ingeniería del Ministerio de la Defensa, en ambos cargos junto al también general y detenido en 2009 Raúl Isaías Baduel fallecido en 2021. Ha recibido 35 condecoraciones militares otorgadas por Venezuela, Nicaragua, Honduras, Panamá, Costa Rica, Guatemala y Estados Unidos.

## Objeciones al uso político de la Fuerza Armada Nacional Bolivariana
El General Vivas es designado director de Ingeniería del Ministerio del Poder Popular para la Defensa el 16 de agosto de 2006, pero el 24 de enero del año siguiente presenta su renuncia al cargo debido a «las graves violaciones a la constitución venezolana», según su propia declaración.
El 15 de mayo de 2008, Vivas acude ante el Tribunal Supremo de Justicia de Venezuela pidiendo que éste eliminase el uso en las Fuerzas Armadas de Venezuela del lema "¡Patria, Socialismo o Muerte, Venceremos!" creado por Fidel Castro, y que los militares pudiesen usar en su lugar una frase pronunciada por el héroe de la Independencia de Venezuela, Francisco de Miranda, “¡Muera la Tiranía! ¡Viva la Libertad!” El general considera que el ex ministro de la Defensa Raúl Isaías Baduel es responsable del uso del lema en cuestión y que haya penetrado sin resistencia y sin reacción institucional. Las audiencias tuvieron lugar el 1 de julio de 2008 siendo denegada su petición.
Cuando sale de la corte es arrestado por el DIM e interrogado durante nueve horas. Se le levantan cargos de insubordinación y otras acusaciones que no han sido clarificadas. Se le prohíbe además hablar en público sobre el caso, según su abogado, quien considera que este es un caso claro de persecución política. En su defensa, el 28 de abril de 2010, denuncia a sus acusadores de haber traicionado el juramento a sus respectivos cargos públicos. La corte marcial ha sido pospuesta repetidamente. Se fijó una nueva fecha para el 3 de mayo de 2011 a las 9:00 a. m. en el Fuerte Tiuna, Caracas. Le fue ordenado reportarse cada dos semanas a las autoridades, pero sin prohibición de salida del país.
El Grupo de Crisis Internacionales (International Crisis Group) hizo referencia a la moción de la corte y detención del General Vivas opinando que la introducción del grito de guerra cubano " ¡Patria, Socialismo o Muerte, Venceremos!" es una flagrante violación del carácter apolítico de las Fuerzas Armadas. El General Vivas ha recibido apoyo de otros militares en Venezuela y Honduras a través de internet, aunque de forma anónima. El Ministerio de Comunicación e Información confirmó la secuencia de eventos. Según Aporrea el lema fue denunciado en el Tribunal Supremo de Justicia con anterioridad, en el año 2007.

## Orden de detención
Durante las manifestaciones en Venezuela de 2014, el dictador de Venezuela Nicolás Maduro, ordenó el 22 de febrero de 2014 la detención del General retirado Ángel Vivas, indicando: “He mandado a detener al general en situación de retiro que mandó a colocar esta guaya. A Ángel Vivas, que lo busquen y lo traigan”, palabras expresadas durante una cadena de radio y televisión, en momentos en los que se realizaba la marcha de las “Mujeres por la paz”, acusando de esta forma al general Vivas de ser el autor intelectual de la muerte de un motorizado de nombre Edwin Durán de Las Rosas, de 29 años de edad, quien falleció por una contusión cerebral, tras impactar directamente la cabeza al suelo, después de chocar con una guaya (cable hecho de alambres de acero), y quien, según testigos presenciales, no llevaba casco protector y se desplazaba con exceso de velocidad, lo que le produjo chocar de frente con dicha guaya ubicada a la altura del cuello y que estaba amarrada de un poste a otro, en Avenida Rómulo Gallegos en Caracas.
Días antes el General Vivas, escribió en su cuenta de la red social X, un mensaje donde recomendaba a opositores desarmados defenderse de grupos armados afectos al gobierno de Nicolás Maduro, colocando guayas a la altura del cuello para evitar ser agredidos por dichos grupos violentos denominados "colectivos revolucionarios"; dichos colectivos son grupos subversivos de extrema izquierda que actúan como entes parapoliciales y fuerzas de choque, que se autodenominan "guardianes de la revolución", utilizan símbolos y colores del partido de Gobierno, y se desplazan en motocicletas; los colectivos habían atacado y reprimido con armas de fuego a la población opositora al gobierno de Nicolás Maduro quienes para esa fecha tenían más de 10 días continuos de protestas, donde habían sido asesinados 10 manifestantes; durante las protestas pacíficas de calle que se llevaron a cabo en todo el país, en el marco del ciclo de manifestaciones contra el régimen de Nicolás Maduro, convocadas por Leopoldo López y María Corina Machado denominadas "La Salida".
Ante los señalamientos del dictador Nicolás Maduro sobre la detención del general en situación de retiro, éste se pronunció a través de la red social Twitter y rechazó los señalamientos de "adoctrinar a estudiantes y bandas fascistas para que diseñen armas caseras". El General escribió: “Meterme preso por recomendar a civiles desarmados, cómo defenderse con un alambre, de bandas criminales, tanques y fusiles, es una aberración”. El general Ángel Vivas aseguró ese mismo día que esperaba en su casa la llegada de los funcionarios de inteligencia para detenerlo.

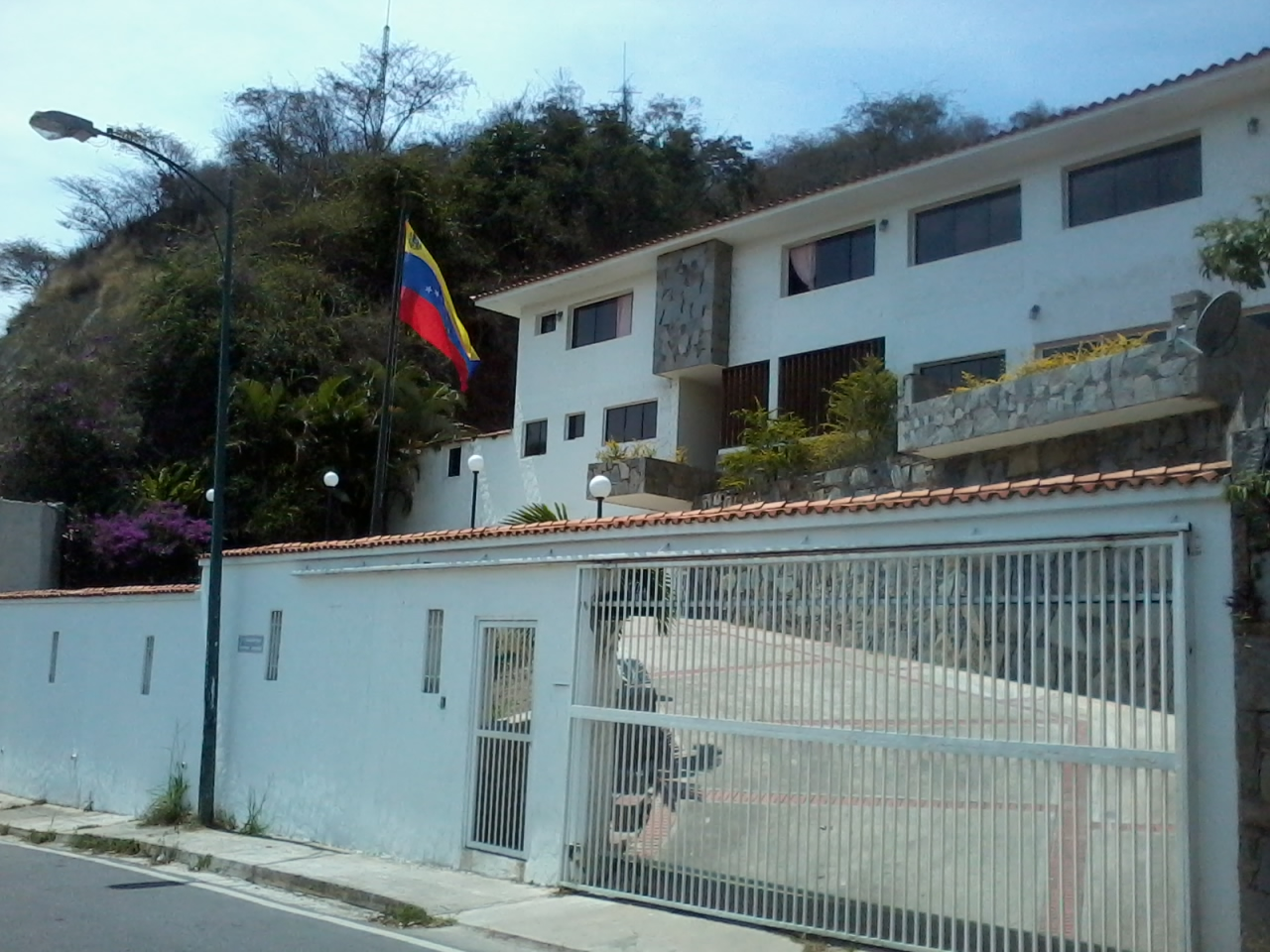
Casa del general Ángel Vivas

Al día siguiente, cerca de las 11 de la mañana llegó un grupo de 30 funcionarios militares conformados por un contingente de la Guardia Nacional Bolivariana y una delegación de la Dirección General de Contrainteligencia Militar, quienes se presentaron en la quinta "Blanquisal", residencia del General Ángel Vivas, ubicada en la Avenida Maracaibo de la urbanización Prados del Este, en Caracas; los funcionarios mostraron una orden de allanamiento sin firmar y sin sellar, y los funcionarios intentaron ingresar a la residencia del general, donde se encontraban además de él, su esposa y sus dos hijas.

El General recibió al contingente, desarmado, desde el balcón de su casa e informó que no les daría acceso hasta que sus abogados llegaran al lugar. Los abogados de Vivas, Mercedes Contreras y José María Zaa, señalaron que el oficial de la Dirección General de Contrainteligencia Militar presentó una orden de detención sin la respectiva firma de un juez y sin los respectivos sellos legales de rigor. En ese momento los vecinos del General se percatan de la situación y se acercan a su residencia para apoyarlo y evitar el intento de arresto, los presentes gritaron consignas, tocaron cacerolas en señal de protesta y colocaron barricadas con basura, vehículos, escombros y cauchos quemados en la avenida El Paseo, en esos momentos Ángel Vivas vuelve a ingresar a su hogar, para posteriormente salir vestido de civil con un chaleco antibalas color blanco, un fusil automático y dos pistolas a los costados, declarándose en rebeldía civil en contra del gobierno de Nicolás Maduro. 
"El gobierno entregó la patria al Estado sanguinario de los hermanos (Fidel y Raúl) Castro, enemigos de todos los venezolanos, y ordenaron asesinarnos, por lo que en mi condición de militar, expliqué a la gente cómo defenderse... No me entrego porque si lo hago reconozco la autoridad de esta dictadura genocida. Tampoco lo hago porque si así fuese estuviese vendiendo las armas de la República a un poder extranjero. No voy a permitir que entren a mi casa y si entran voy a ejercer el derecho de la legítima defensa”, sentenció el general, fusil en mano. Vivas reiteró que el gobierno de Nicolás Maduro “es una dictadura que lo quiere tras las rejas".
Además señaló: “Han emitido la orden de meterme preso por mantener una línea de defensa de la Patria. Esta dictadura es traidora a la Patria. Está derramando sangre de nuestra gente, la de nuestros estudiantes e hijos que están ejerciendo el legítimo derecho a la protesta por la libertad". Aproximadamente a las 3 de la tarde de ese mismo día, los efectivos militares se retiraron de la zona, luego de mediar con los vecinos para controlar la tensa situación.[cita requerida]

## Detención
El general Ángel Vivas se mantenía atrincherado en su residencia desde el 22 de febrero de 2014, día en la cual fue ordenado su encarcelamiento por parte del dictador Nicolás Maduro. El gobierno de Venezuela desde el 23 de febrero de 2014, suspendió su servicio eléctrico y de telefonía fija, por lo cual el general se mantenía con servicio eléctrico y de telefonía e internet gracias a sus vecinos quienes también, junto a familiares y amigos, le facilitaron el acceso a alimentos y medicinas, ya que el general no podía salir de su hogar para evitar ser capturado. 
El 7 de abril de 2017, tres años después de su orden de detención, fue capturado cuando salió de su residencia a ayudar a un joven que había impactado su vehículo con el portón de la entrada, pero cuyo accidente formaba parte de una trampa por efectivos del Sebin y se lo llevaron a una ubicación desconocida, según afirmaron su hija y su esposa.
Vivas fue golpeado durante su arresto. Entre las heridas causadas estuvo una herida a la altura de la sien, causándole la pérdida parcial de la vista en el ojo izquierdo, la pérdida completa de la audición en el oído derecho, afectándole aparentemente órganos internos. Los familiares también informaron que perdió varios kilos de peso expresaron temor de que tuviese una costilla rota, debido a una protuberancia en la zona. Entre las lesiones se encontraba una fractura en la espalda, publicando un informe tomográfico de tórax mostrando la fractura y el desplazamiento del noveno disco intervertebral. Al día siguiente de la golpiza, Vivas fue presentado ante el juzgado 1° de Control Militar. La jueza emitió una orden de traslado al Hospital de Militar, pero los funcionarios de seguridad la ignoraron inicialmente.
Vivas estuvo por más de un mes sin recibir atención médica hasta ser trasladado al Hospital Militar en Fuerte Tiuna el 19 de mayo. Vivas estuvo en el hospital por unas horas, donde se le inmovilizó la columna con un corsé de cierres mágicos, antes de ser recluido nuevamente en El Helicoide. Su esposa calificó el tratamiento como una burla.En julio, el Ministerio Público interpuso un amparo por el estado de saludo de Vivas.
Después de más de un año detenido en la sede del Sebin en El Helicoide, el 1 de junio el general Vivas fue dado de libertad bajo una medida de casa por cárcel. Su defensa solicitó que se le otorgaran medidas humanitarias por problemas de salud dado que el general presentaba una fractura en la columna vertebral y una hiperplasia prostática que le ocasionaba dificultades al orinar. Su hija Nathalia Vivas denunció que no había ninguna justificación por la que debió estar detenido con el daño de su salud y que su causa no avanzó más allá de la audiencia de presentación. El general por fue presentado en la Casa Amarilla, la sede de la cancillería, por la llamada Comisión de la Verdad de la Asamblea Nacional Constituyente. Al salir de la Casa Amarilla el general gritó ¡Muera la tiranía, viva la libertad!”.
Para octubre de 2018, luego de su liberación, Ángel Vivas se había sometido a cuatro cirugías por la lesión de su columna, y para el momento consideraba realizarse una quinta.

En 2021 la Comisión Interamericana de Derechos Humanos otorgó a Vivas y su familia medidas cautelares por considerar que “se encuentran en una situación de gravedad y urgencia de riesgo” a sus derechos en Venezuela. El 10 de mayo de 2022 un tribunal militar condenó al general Vivas dejándole una pena de 7 años y 6 meses, por el delito de instigación a la rebelión y fuese por los delitos de traición a la patria y rebelión militar. Dejándole una pena de 7 años y 6 meses”. El abogado defensor de Vivas Kelvi Zambrano declaró:
“Denunciamos que en Venezuela, a partir del caso del general Vivas, se ha institucionalizado lo que se conoce como el derecho penal del enemigo que es que se le da un tratamiento a las personas como si fuesen un peligro para el país o unos enemigos del Estado”.